# Lucas Alfonso Orbán
Lucas Alfonso Orbán (Buenos Aires, Argentina, 3 de febrer de 1989) és un futbolista argentí, que disposa també de passaport espanyol. Juga de defensor esquerrà, tant com a lateral com a central, i el seu equip actual és el Genoa CFC.

## Categories inferiors
Va participar en categories inferiors en Asociación Intercountry de Futbol Zona Nord i després passà a River Plate.

## Carrera esportiva
Orbán va començar la seua carrera com a futbolista en el River Plate, fent el seu debut en primera divisió l'any 2008.
Amb pocs minuts en el club va ser cedit al Club Atlético Tigre. El 2012 va retornar del seu préstec a River Plate però no seria pres en compte pel seu entrenador, Matías Almeyda, i tornaria novament al CA Tigre, que va comprar el 50% dels seus drets. Es va convertir en un pilar fonamental en la defensa del matador, tant en els tornejos internacionals que li va tocar disputar, com en campionats locals, quallant excel·lents actuacions en el sector esquerre de la defensa.
Per a inicis de la temporada 2013-2014 és transferit al Girondins de Bordeus de França amb un acord pel traspàs que oscil·laria els 3 milions d'euros, a repartir-se per meitats iguals entre Tigre i River, amos cadascun d'un 50% dels drets econòmics del futbolista.
Després d'aconseguir un gran cartell en el futbol europeu, fitxa pel València Club de Futbol de la lliga espanyola a l'agost de 2014 a canvi de 3,5 milions d'euros. Va debutar amb l'equip el 23 d'agost en la 1 jornada de Lliga entrant en el minut 83 substituint a André Gomes, i en el minut 88 va aconseguir el gol de l'empat (1-1) pel València en l'estadi Ramón Sánchez Pizjuán davant del Sevilla.
El 31 de gener de 2016, Orban fou cedit al Llevant, després de l'arribada de Guilherme Siqueira al València. El jugador fou una petició expressa de Rubi, a causa de la seva polivalència en defensa.

## Selecció argentina
Al novembre de 2013 va ser convocat a la Selecció Argentina per Alejandro Sabella per disputar 2 amistosos enfront d'Equador i Bòsnia en el seu gira per Estats Units, debutant en el primer d'ells com a titular en la posició de lateral esquerre però sense participar en el segon amistós.

## Estadístiques
Actualitzat a l'últim partit jugat el 16 de desembre de 2014.
| Club                          | Temporada                | Lliga | Lliga | Copa Nacional | Copa Nacional | Copa Internacional | Copa Internacional | Total | Total |
| Club                          | Temporada                | PJ    | G     | PJ            | G             | PJ                 | G                  | PJ    | G     |
| ----------------------------- | ------------------------ | ----- | ----- | ------------- | ------------- | ------------------ | ------------------ | ----- | ----- |
| River Plate · Argentina       |                          |       |       |               |               |                    |                    |       |       |
| 2008/09                       | 4                        | 0     | -     | -             | 1             | 0                  | 5                  | 0     |       |
| 2009/10                       | 6                        | 0     | -     | -             | -             | -                  | 6                  | 0     |       |
| 2010/11                       | 0                        | 0     | -     | -             | -             | -                  | 0                  | 0     |       |
| Total                         | 10                       | 0     | -     | -             | 1             | 0                  | 11                 | 0     |       |
| CA Tigre · Argentina          |                          |       |       |               |               |                    |                    |       |       |
| 2011/12                       | 19                       | 0     | 1     | 1             | -             | -                  | 20                 | 1     |       |
| 2012/13                       | 29                       | 1     | 0     | 0             | 17            | 0                  | 46                 | 1     |       |
| Total                         | 48                       | 1     | 1     | 1             | 17            | 0                  | 66                 | 2     |       |
| Girondins de Bordeus · França |                          |       |       |               |               |                    |                    |       |       |
| 2013/14                       | 27                       | 0     | 2     | 0             | 1             | 0                  | 30                 | 0     |       |
| 2014/15                       | 0                        | 0     | -     | -             | -             | -                  | 0                  | 0     |       |
| Total                         | 27                       | 0     | 2     | 0             | 1             | 0                  | 30                 | 0     |       |
| València CF · País Valencià   | 2014/15                  | 8     | 1     | 2             | 0             | -                  | -                  | 10    | 1     |
| València CF · País Valencià   | Total                    | 8     | 1     | 2             | 0             | 0                  | 0                  | 10    | 1     |
| Total en la seva carrera      | Total en la seva carrera | 90    | 2     | 5             | 1             | 19                 | 0                  | 115   | 3     |